# 孙家贤
孙家贤（1933年12月—2020年9月22日），男，江苏苏州人，中华人民共和国政治人物，曾任中共宁波市委书记，浙江省政协副主席，第八、九届全国政协委员。
2020年9月22日在杭州去世，享年87岁。